# Ван Беммел, Адриан Корнелис Валентин
Адриан Корнелис Валентин ван Беммель (нидерл. Adriaan Cornelis Valentin van Bemmel, 1908—1990) — нидерландский зоолог, учитель, директор зоопарка Блейдорпа, защитник природы и покровитель Музея естественной истории Роттердама.

## Биография
Изучал биологию в Амстердамском университете, где в 1937 году получил степень магистра (по специальности зоология, второстепенные предметы ботаники и палеонтологии). С 1934 по 1937 год он имел временную работу в университете. В 1937 году получил постоянное назначение в качестве зоолога в зоологический музей в Голландской Ост-Индии.
В 1941 году попал в плен и находился в лагерях на Яве. В период с 1946 по 1951 год он был, среди прочего, преподавателем ботаники и зоологии в лесной академии. В 1951 году он вернулся в Нидерланды, преподавал в средней школе и защитил диссертацию. Он получил докторскую степень в 1952 году. В 1957 году он был назначен заместителем директора зоопарка Blijdorp в Роттердаме. Он был директором с 1961 по 1968 год. В этом качестве он взял под опеку зоопарка Музей естественной истории в Роттердаме. До 1972 года ван Беммель был задействован в качестве государственного консультанта в работе музеев естествознания.

## Вклад в науку
Ван Беммель написал более 150 статей. Он описал два вида птиц: Symposiachrus boanensis и птица Zosterops dehaani, а также четыре подвида.